# Punkva
La Punkva est une rivière souterraine de 29 km en Moravie du Sud, République tchèque, dans la zone protégée appelée Karst morave. Cette rivière souterraine est la plus longue du pays, et est un affluent de la Svitava.

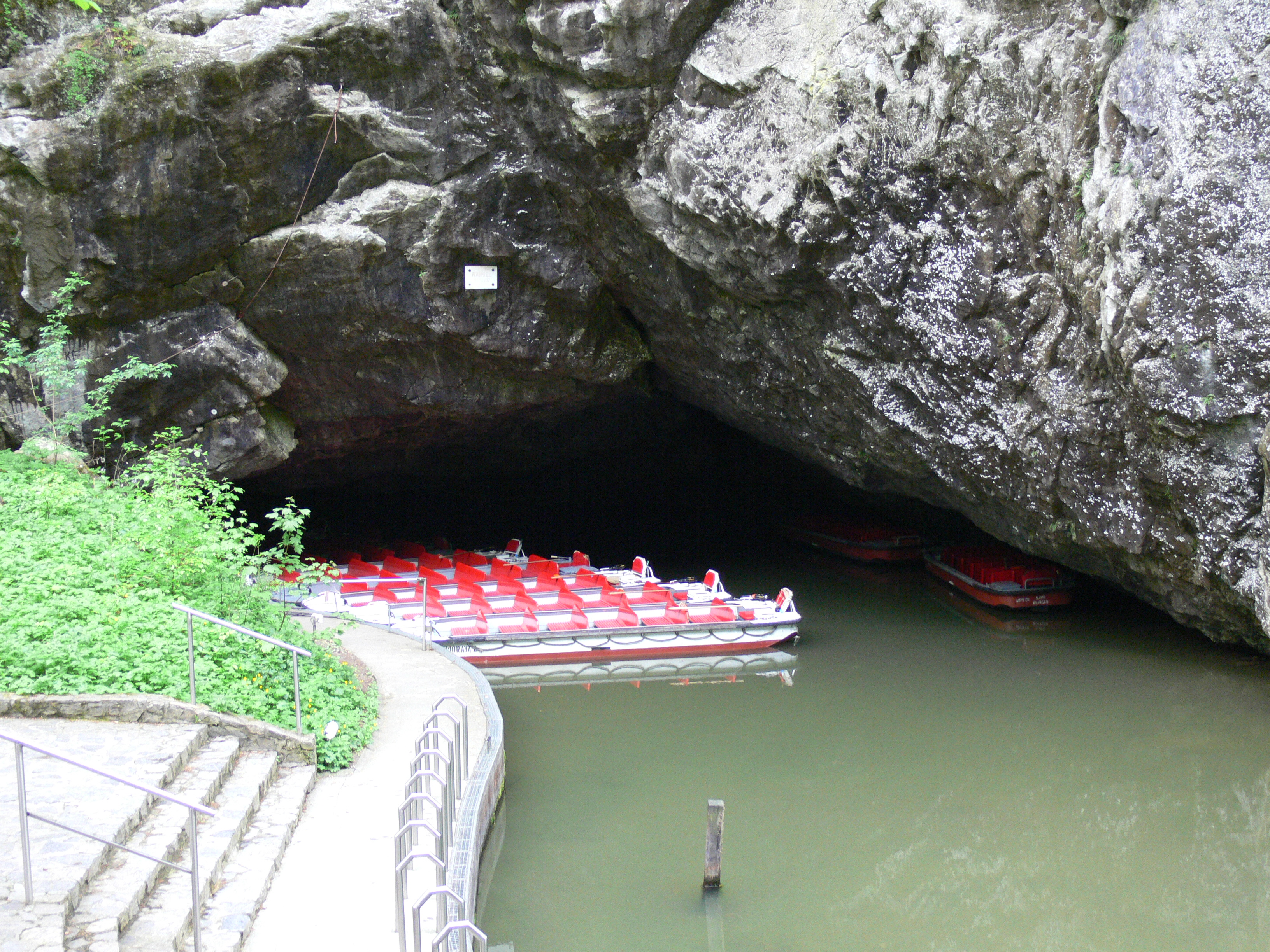
La Punkva dans le réseau de grottes de Punkva, un lieu très touristique dans la région.

La rivière se jette dans l'abîme de Macocha format un petit lac au fond. Le courant rentre ensuite dans une cavité et forme les grottes de Punkva, qui sont une attraction touristique majeures dans la région. Les touristes sont emmenés en bateau à travers une partie du réseau et explorés les merveilles naturelles créées par la rivière souterraine.
Après avoir quitté les grottes, la rivière Punkva remonte à la surface pour rejoindre la Svitava au sud de la ville de Blansko et enfin s'écoule dans le bassin-versant du Danube.